# Bliss (série télévisée)
Pour les articles homonymes, voir Bliss.
Bliss ou Extase au Québec, est une série télévisée dramatique canadienne en 24 épisodes de 23 minutes produite par Galafilm (Montréal) et Back Alley Films (Toronto), diffusée entre le 21 mars 2002 et le 4 avril 2004 sur The Movie Network puis rediffusée sur Showcase.
Au Québec, elle a été diffusée à partir du 5 avril 2004 à Séries+, et en France à partir du 19 juillet 2013 sur Jimmy.

## Synopsis
Une série d'anthologie dont les épisodes sont écrits et réalisés par des femmes mettant en scène les désirs, les passions et les fantasmes érotiques de la gent féminine.

## Distribution
- Adam Beach : Angel (épisode Valentine's Day in Jail)
- Jason Cavalier : Frank (épisode Valentine's Day in Jail)
- Torri Higginson : Kate (épisode Valentine's Day in Jail)
- Callum Keith Rennie : Mike (épisode Six Days)
- Peter Wingfield : George (épisode Guys and Dolls) / Gerald (épisode Tying Up Gerald)
- Jenny Cooper (en) : Laura (épisode Guys and Dolls)
- Joris Jarsky : Jeremy (épisode Guys and Dolls)
- Rachelle Lefèvre : Marnie (épisode The Value of X)
- Tara Spencer-Nairn (en) : Jeanette (épisode The Value of X)
- Katie Emme McIninch : Redhead (épisode Voice)
- David Lovgren (en) : Tyler (épisode Voice)
- Karyn Dwyer : Mitzi (épisode The Footpath of Pink Roses)
- Sharlène Royer : Jiujitsu Woman (épisode The Footpath of Pink Roses)
- Victoria Sánchez : Sarah (épisode The Footpath of Pink Roses)
- Frank Schorpion : Bob (épisode The Footpath of Pink Roses)
- Maurizio Terrazzano (arz) : Eddy (épisode The Footpath of Pink Roses)
- Paul Hopkins (en) : John (épisode In Praise of Drunkenness and Fornication)
- Mitsou Gélinas : Wendy (épisode In Praise of Drunkenness and Fornication)
- Daniel Pilon : Jack (épisode In Praise of Drunkenness and Fornication)
- Gina Wilkinson (en) : Alice (épisode In Praise of Drunkenness and Fornication)
- Jennifer Podemski (en) : Kate (épisode Three)
- Ben Bass : Marcus (épisode Three)
- Allen Altman : Alan (épisode Nina's Muse)
- Thea Gill : Nina (épisode Nina's Muse)
- Mark Taylor (en) : Paolo (épisode Cat Got Your Tongue)
- Wendel Meldrum (en) : Dr Andrea Gibson (épisode Cat Got Your Tongue)
- Sherry Miller : Janet (épisode Cat Got Your Tongue)
- Gianpaolo Venuta (en) : Luc Gibson (épisode Cat Got Your Tongue)
- Liliana Komorowska : Lisa (épisode The Marvellon)
- Lynda Boyd (en) : Isabel (épisode The Marvellon)
- Cara Pifko : Marie (épisode Chastity)
- Rachel Hayward : Amanda (épisode Office Management)
- Alan Van Sprang : Mr. Leonides (épisode The Piano Tuner)
- Danny Gilmore : Daniel (épisode Aural Sex)
- Stéphanie Morgenstern : Penelope (épisode Penelope and Her Suitors)
- Sebastian Spence : Cable Guy (épisode Penelope and Her Suitors)
- Zoie Palmer : Donna (épisode Badness)
- Andrew Airlie : John (épisode Badness)
- James Gallanders : Frank (épisode Amazon)
- Jeanne Bowser (ar) : Teammate (épisode Amazon)
- Patricia McKenzie (en) : Alice (épisode Les Petits Mots)
- Robin Brûlé (en) : Stephanie (épisode Steph's Life)
- Allan Hawco (en) : Andrew (épisode Steph's Life)

## Épisodes

### Première saison (2002)
1. Valentine's Day in Jail
2. Six Days
3. Guys and Dolls
4. The Value of X
5. Voice
6. Leaper
7. The Footpath of Pink Roses
8. In Praise of Drunkenness and Fornication

### Deuxième saison (2003)
1. Three
2. Nina's Muse
3. Cat Got Your Tongue
4. The Marvellon
5. Chastity
6. Office Management
7. The Piano Tuner
8. Aural Sex

### Troisième saison (2004)
1. Tango
2. Penelope and Her Suitors
3. Tying Up Gerald
4. Badness
5. Amazon
6. The Arrangement
7. Les Petits Mots
8. Steph's Life